# Strophanthus preussii
Strophanthus preussii là một loài thực vật có hoa trong họ La bố ma. Loài này được Engl. & Pax miêu tả khoa học đầu tiên năm 1892.

## Hình ảnh

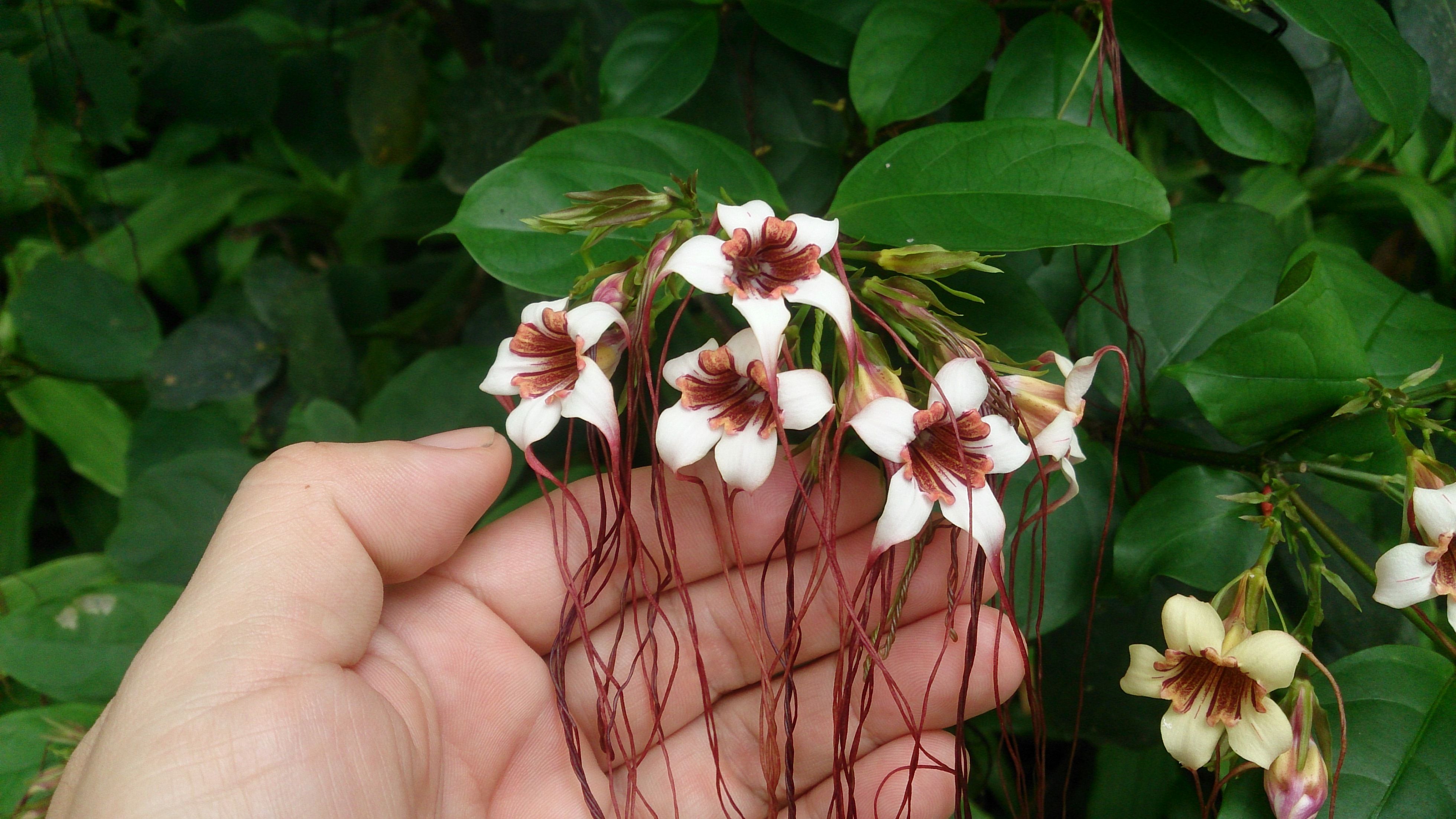
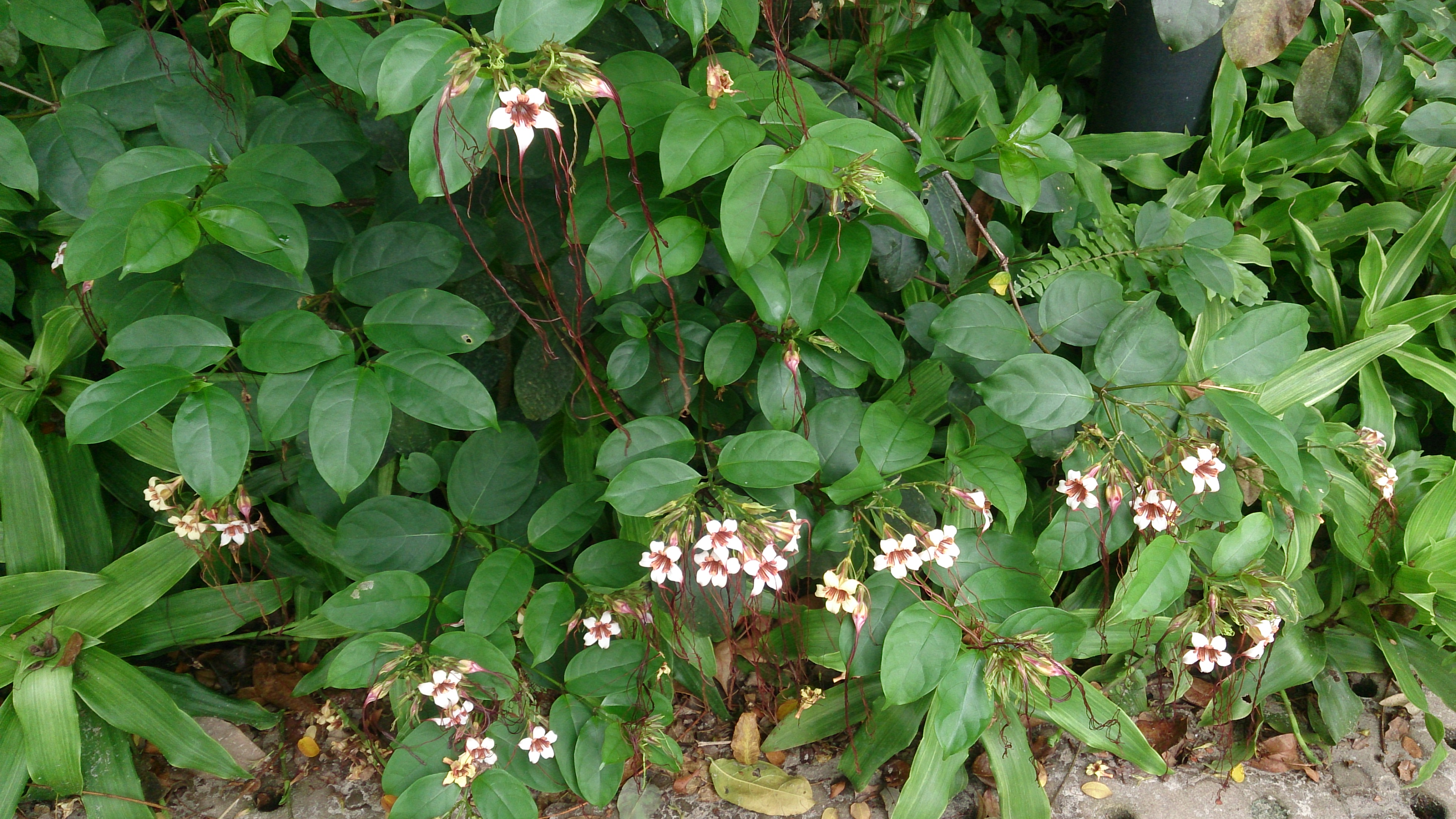
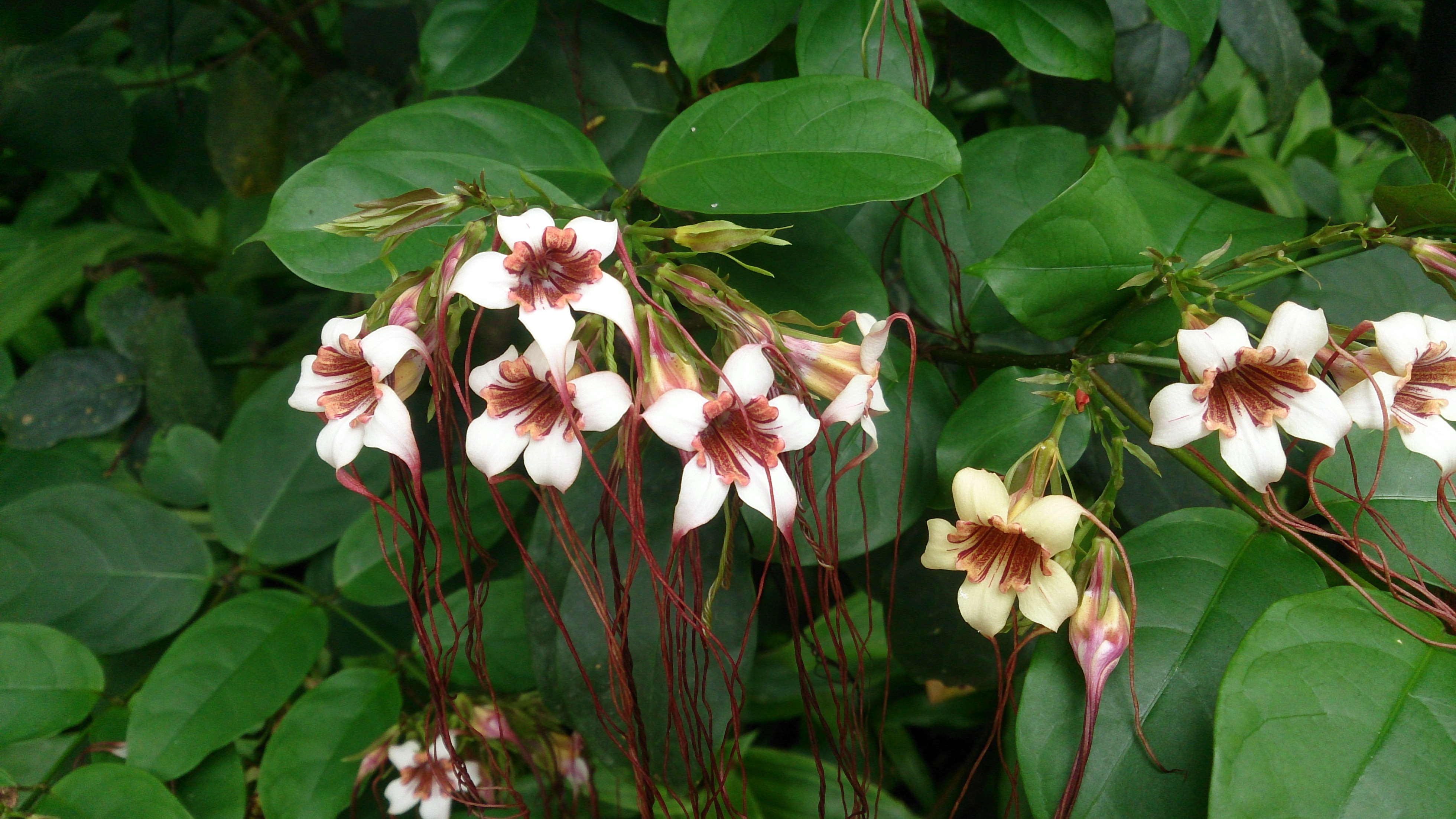
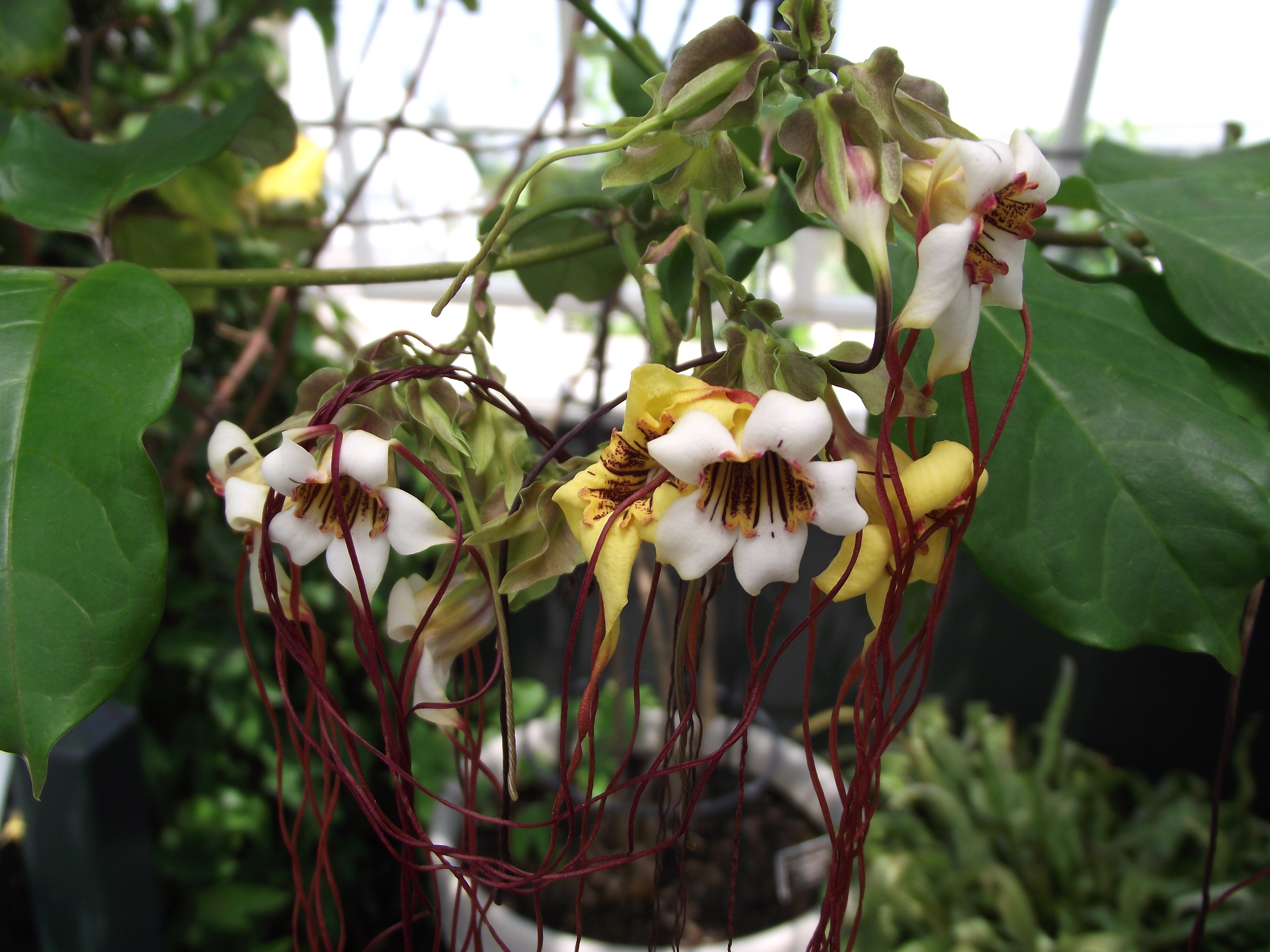